# Музей екології гір та історії природокористування в Українських Карпатах
Музе́й еколо́гії гір та істо́рії природокористува́ння в Украї́нських Карпа́тах — єдиний в Україні природничий музей Українських Карпат, який створено на базі Карпатського біосферного заповідника. Музей розташовано в Рахівському районі Закарпатської області, на південній околиці міста Рахів.

## Історія
Музей відкрито у 90-х роках ХХ століття. Автором ідеї та організатором створення музею 1995 року був директор Карпатського біосферного заповідника — Федір Гамор. Методичне та інформаційне наповнення музею виконано старшим науковим співробітником заповідника Покиньчередою В. Ф.; художньо-оформлювальні роботи, дизайнерські рішення виконано членами Національної Спілки художників України — В. В. Кікіньовим, Л.О .Гурською і К. В. Касьяненко.

## Діяльність
Музей функціонує як інформаційний еколого-освітній та історико-культурний центр Карпатського біосферного заповідника. Це єдиний в Україні такий музейний комплекс, діяльність якого спрямована на вирішення екологічних проблем регіону.
Музейна експозиція складається з двох відділів:
- Природа Карпат — історія Карпатських гір, їх геологія, геоморфологія, основні типи ландшафтів, рослинний і тваринний світ тощо;
- Природокористування в Українських Карпатах — від колонізації до наших днів; традиції і культура українських горян.

Створено дві діорами: карстова печера та буковий праліс в Угольці. Частина експозиції ознайомлює з історією, культурою і природокористуванням етнічних карпатських народностей: гуцулів, бойків, лемків.
У музеї діє інформаційний центр, який збирає та опрацьовує екологічну інформацію, займається екологічною освітою, організовує семінари та інші заходи на екологічні теми.
Неподалік від музею розташована гідрологічна пам'ятка природи — Джерело Б/н (урочище «Підділ»).